# آنتی تورمن
آنتی تورمن (انگلیسی: Antti Törmänen؛ زادهٔ ۱۹ سپتامبر ۱۹۷۰) بازیکن هاکی روی یخ اهل فنلاند است.